# Higor Alves
Higor Silva Alves, född 23 februari 1994, är en brasiliansk friidrottare som tävlar i längdhopp. Han deltog vid olympiska sommarspelen 2016.